# 片白
片白（かたはく）は、平安時代から江戸時代にかけての日本酒の醸造において、掛け米（蒸米）だけに精白米を用い、麹米には精米していない玄米を用いる製法のことである。
また、その製法で造られる酒のこと。
「片」方だけに「白」米を用いることからこの名がついた。
麹米と掛け米の両方に精白米を用いる諸白からは格下の酒とみなされた。できあがりは玄米の色が残り、茶色もしくは黄金色がかってかすんでいた。味はこってりとして今日の味醂（みりん）のようであったと考えられる。
麹米、掛け米ともに精白しなければ並酒（なみざけ）と呼ばれた。